# Josep Vila i Rubio
Josep Vila i Rubio, conegut també com a Pepe Vila, (Barcelona, 3 de setembre de 1905 - Barcelona, 31 d'agost de 1973) va ser un jugador i entrenador de bàsquet català.
Vila s'inicià al Gràcia Futbol Club la temporada 1928-29 i passà al Futbol Club Barcelona (1929-34) on ja practicava l'atletisme. Posteriorment, exercí d'entrenador de diferents equips del FC Barcelona fins al 1938 i del Club Esportiu Laietà (1939-41), i dirigí el Club Bàsquet Mediterrani i la Sección Femenina de Barcelona. L'any 1947 s'incorporà com a entrenador del Club Joventut de Badalona, on s'hi va estar tres temporades, i amb els que guanyà el Campionat d'Espanya l'any 1948. Fou entrenador també del Gimnàstic de Tarragona, del CB Metropolitano i el GD la Seda. Va dirigir la Selecció catalana els anys 1947 i 1948. Rebé la medalla al mèrit esportiu de la Federació Catalana i la medalla d'or de l'espanyola.